# Othresypna quadrinotata
Othresypna quadrinotata är en fjärilsart som beskrevs av John Henry Leech 1900. Othresypna quadrinotata ingår i släktet Othresypna och familjen nattflyn. Inga underarter finns listade i Catalogue of Life.